# Gnathonyx heteromandiblaris
Gnathonyx heteromandiblaris är en skalbaggsart som beskrevs av Komiya och Nylander 2005. Gnathonyx heteromandiblaris ingår i släktet Gnathonyx och familjen långhorningar.
Artens utbredningsområde är Irian Jaya. Inga underarter finns listade i Catalogue of Life.